# Matthias Eberhard (Bischof)

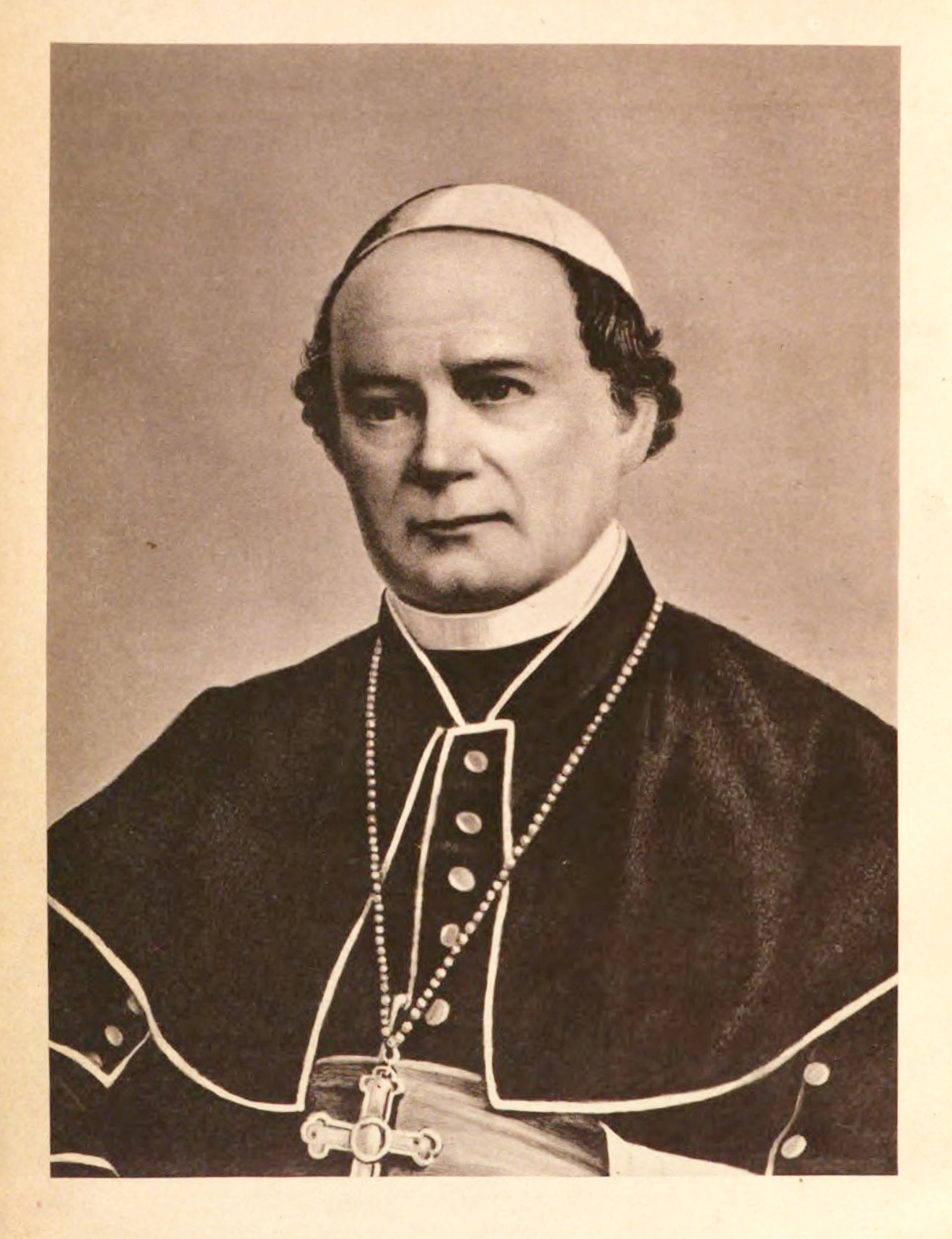
Matthias Eberhard (ca. 1874)

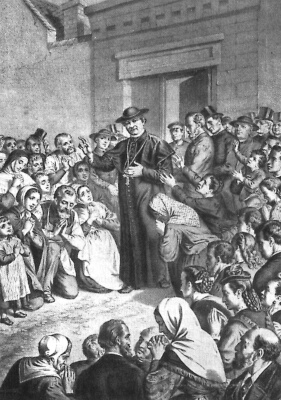
Matthias Eberhard segnet das Volk beim Gang ins Gefängnis (1874)

Matthias Eberhard (* 1. November 1815 in Trier; † 30. Mai 1876 ebenda) war ein deutscher Geistlicher und von 1867 bis 1876 Bischof von Trier.

## Leben
Matthias Eberhard war der Sohn des Trierer Gastwirts Heinrich Eberhard und seiner Ehefrau Katharina geb. Kraemer. Er besuchte die Domschule und das preußisch-königliche Gymnasium in seiner Vaterstadt, das er im September 1834 „als Primus“ verließ, um ins Trierer Priesterseminar einzutreten. Hier empfing er am 12. Januar 1839 die Diakonenweihe und am 23. Februar desselben Jahres die Priesterweihe. Zunächst Kaplan zu St. Kastor in Koblenz wurde er 1842 für kurze Zeit Geheimsekretär von Bischof Arnoldi, bevor er im November des genannten Jahres zum Professor für Dogmatik am Trierer Priesterseminar ernannt wurde, dessen Regens er dann auch von 1849 bis 1862 war. 1850 wurde er Domkapitular, 1853 folgte die Ernennung zum geistlichen Rat. Daneben wirkte er von 1852 bis 1856 als Abgeordneter der katholischen Fraktion im Preußischen Landtag.
Der Dominikanerorden, dem er als Terziar angehörte, gestattete ihm am 10. März 1859, Christgläubige in die Confraternitas militiae angelicae seu cinguli sancti Thomae Aquinatis aufzunehmen. 1862 wurde Matthias Eberhard von Papst Pius IX. zum Titularbischof von Paneas und zum Weihbischof in Trier ernannt. Die Bischofsweihe spendete ihm der Bischof von Trier, Wilhelm Arnoldi, am 3. August 1862. Mitkonsekratoren waren der Bischof von Münster, Johann Georg Müller, und Johann Anton Friedrich Baudri, Weihbischof in Köln. Nach dem Tod von Bischof Leopold Pelldram wurde Matthias Eberhard 1867 sein Nachfolger im Amt.
Auf dem Ersten Vatikanischen Konzil war er zwar Gegner des Unfehlbarkeitsdogmas, verkündete es in seinem Bistum nach dem Beschluss jedoch ohne Vorbehalt. Er wird als „theologisch unbedingt papsttreu und ultramontan-konservativ“ beschrieben und gilt als „einer der bedeutendsten Kanzelredner seines Jahrhunderts“.
Im Rahmen des Kulturkampfes wurde Matthias Eberhard am 6. März 1874 als zweiter preußischer Bischof verhaftet und zur Absitzung einer „subsidiarischen Gefängnisstrafe von zwei Jahren und drei Monaten“ in die Trierer Strafanstalt, den Dominicaner, abgeführt, „da er den Rest der anerkannten Geldstrafe mit 6400 Thlr. zu zahlen sich weigerte“. Bereits am Morgen des 31. Dezember 1874 wurde er jedoch „ganz unerwartet“ aus dem Gefängnis entlassen. Es kam schon bald wieder zu Konflikten mit der weltlichen Obrigkeit. Presseberichten vom November 1875 zufolge stand die „Einleitung eines Amtsentsetzungs-Verfahrens“ gegen Bischof Eberhard bevor. Um weiteren von ihm als Repressalien betrachteten staatlichen Maßnahmen zu entgehen, hatte Matthias Eberhard angeblich bereits den Gang ins Exil nach Luxemburg geplant. Da er jedoch ein halbes Jahr später, sechzehn Monate nach seiner Haftentlassung, auf dem Höhepunkt des Kulturkampfes gestorben ist, kam es nicht mehr dazu. Zum Zeitpunkt seines Todes waren 250 Priester vor Gericht gestellt worden und 230 Pfarreien seiner 731 Pfarreien umfassenden Diözese waren vakant. Die Bestattung des Bischofs erfolgte im Trierer Dom.

## Werke

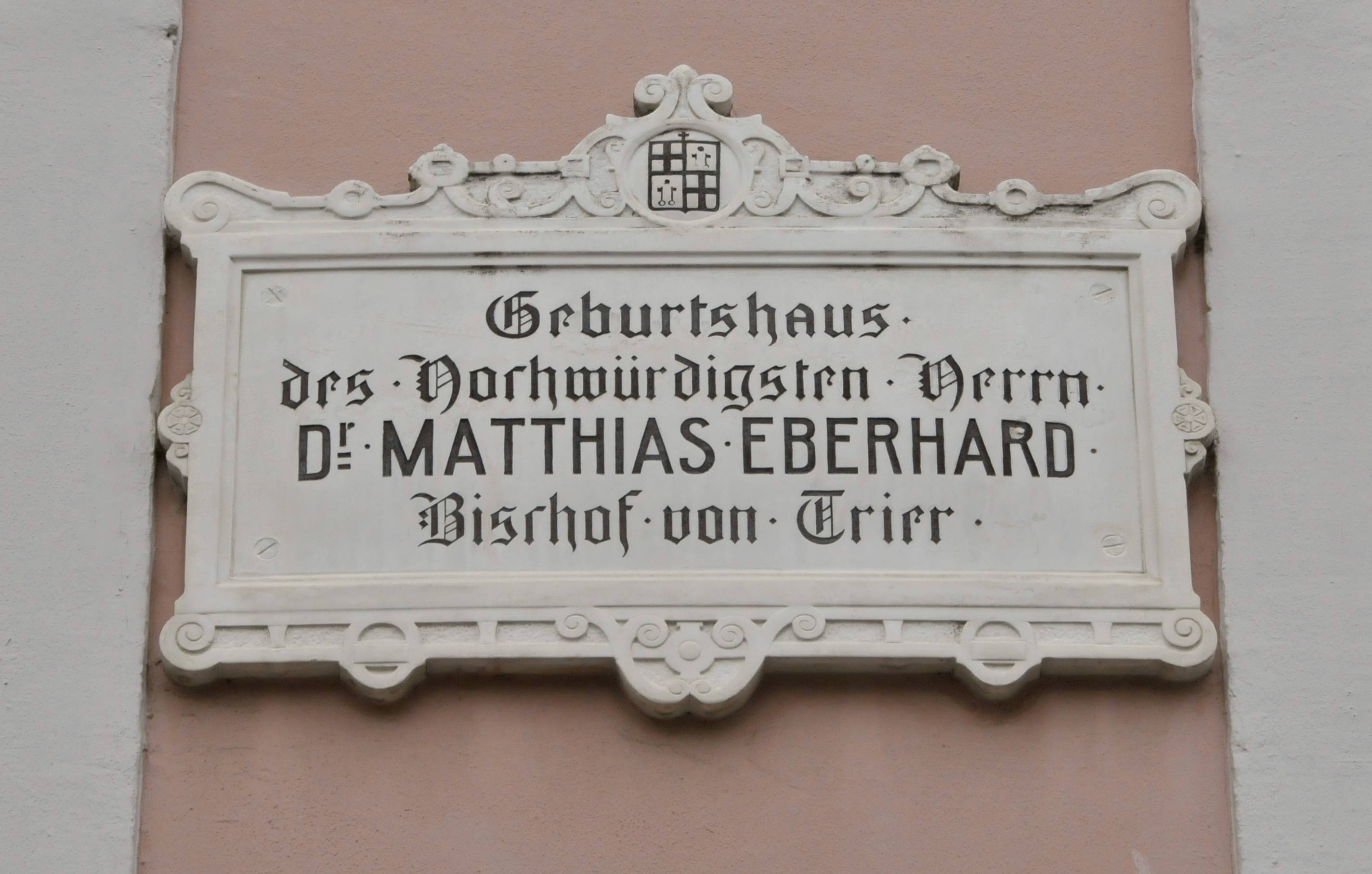
Gedenktafel an Eberhards Geburtshaus in Trier, Hauptmarkt

- De tituli sedis apostolicae ad insigniendam sedem Romanam usu antiquo et vi singulari. Lintz, Trier 1846 (books.google.de).
- Kanzel-Vorträge des Bischofs von Trier, Dr. Matthias Eberhard. Hrsg. von Aegidius Ditscheid
  - Band 1: Fasten-Vorträge des Bischofs von Trier, Dr. Matthias Eberhard. Groppe, Trier 1877; 3. Aufl. Herder, Freiburg im Breisgau 1894 (books.google.de).
  - Band 2: Homiletische Vorträge über das erste Buch Moses. Groppe, Trier 1877.
  - Band 3: Homiletische Vorträge über das zweite, dritte, vierte und fünfte Buch Moses. Groppe, Trier 1878.
  - Band 4: Fest- und Gelegenheitspredigten. I. Groppe, Trier 1878; 3. Aufl. Herder, Freiburg im Breisgau 1895 (books.google.de).
  - Band 5: Fest- und Gelegenheitspredigten. II. Groppe, Trier 1879.
  - Band 6: Supplement: Predigten und Betrachtungen über Sonn- und Festtagsevangelien. 2. Aufl. Herder, Freiburg im Breisgau 1892 (books.google.de).

## Auszeichnungen
- 1897: Benennung der Eberhardstraße in Trier-Süd nach Matthias Eberhard.[13]
- Gedenktafel an Eberhards Geburtshaus am Trierer Hauptmarkt.

## Sonstiges
- Ein kostbarer, von dem Aachener Goldschmied Martin Vogeno angefertigter neogotischer Kelch, den Matthias Eberhard vom Trierer Klerus zu seinem Amtsantritt als Geschenk erhielt, wird heute im Trierer Domschatz verwahrt.[14]